# Caryophyllia rugosa
Espèce
Statut CITES
Caryophyllia rugosa est une espèce de coraux appartenant à la famille des Caryophylliidae.